# Adrara San Rocco
Adrara San Rocco (lombardul: San Ròch) település Olaszországban, Lombardia régióban, Bergamo megyében. Lakosainak száma 806 fő (2023. január 1.). Adrara San Rocco Adrara San Martino, Fonteno, Monasterolo del Castello és Vigolo községekkel határos.

## Népesség
A település népességének változása:
| Lakosok száma | 819  | 825  | 806  |
|               | 2017 | 2018 | 2023 |